# Шаулешти (Хунедоара)
Шаулешти (рум. Șăulești) насеље је у Румунији у округу Хунедоара у општини Симерија. Oпштина се налази на надморској висини од 187 m.

## Становништво
Према подацима из 2002. године у насељу је живело 316 становника.

### Попис2002.
| Расподела становништва по националности 2002.‍ | Расподела становништва по националности 2002.‍ | Расподела становништва по националности 2002.‍ | Расподела становништва по националности 2002.‍ | Расподела становништва по националности 2002.‍ |
| --------------------------------------------- | --------------------------------------------- | --------------------------------------------- | --------------------------------------------- | --------------------------------------------- |
|                                               |                                               |                                               |                                               |                                               |
| Румуни                                        | Румуни                                        |                                               | 303                                           | 97,1%                                         |
| Мађари                                        | Мађари                                        |                                               | 9                                             | 2,9%                                          |